# George Meredith
George Meredith OM (Portsmouth, 1828. február 12. – Dorking, Surrey, 1909. május 18.) angol költő és regényíró.

## Magyarul
- Az önző. Regény, 1-2.; ford. Babits Mihály, Tóth Árpád; Genius, Bp., 1923 (Nagy írók – nagy írások)
- Tökéletes férfi. Regény, 1-2.; ford. Bíró Sándor; Dante, Bp., 1930 (Halhatatlan könyvek)
- Az önző. Regény; ford. Babits Mihály, Tóth Árpád; ill. Kovács Albert; Európa, Bp., 1965